# Copilia vitrea
Copilia vitrea är en kräftdjursart som först beskrevs av Ernst Haeckel 1864.  Copilia vitrea ingår i släktet Copilia och familjen Sapphirinidae. Inga underarter finns listade i Catalogue of Life.